# Aphonopelma anax
Aphonopelma anax, conocida comúnmente como tarántula bronceada de Texas,  es una especie de araña migalomorfa de la familia Theraphosidae. Esta especie es nativa del Sur de Texas y del norte de México.

## Descripción
Es una de las tarántulas más grandes que se encuentran en los Estados Unidos, ya que comúnmente alcanza un tramo de pierna de 13 cm en plena madurez, y algunas hembras alcanzan un lapso de 15 cm. Como la mayoría de las especies de Aphonopelma, esta especie tiene una tasa de crecimiento muy lenta y vive muchos años antes de madurar. Los machos tienden a tener piernas más largas, un cuerpo más pequeño, y también tienen bulbos en el extremo de sus pedipalpos una vez que alcanzan la madurez; estos se utilizan para el apareamiento.
Como su nombre indica, la coloración de Aphonopelma anax consiste principalmente en colores marrón y tonos oscuros de marrón. Es similar en coloración a Aphonopelma hentzi, otra especie común de Texas, pero es considerablemente más oscura. Esta especie tiene pelos urticantes como muchas tarántulas del Nuevo Mundo, pero carece de pelos estridulantes en sus queliceras.

## Distribución y hábitat
Esta especie se encuentra en el sureste de Texas, y ha sido documentada en el Condado de Cameron y el Condado de Kleberg. También se encuentran en el norte de México. No construye una telaraña y, en cambio, vive dentro de una madriguera de seda. Estas madrigueras pueden ser creadas por la propia tarántula, pero en la mayoría de los casos, simplemente modificará una madriguera preexistente u otro hábitat adecuado. Estos tipos de hábitats pueden incluir árboles muertos, madrigueras de roedores vacías, pilas de madera o grietas naturales.

## Ciclo de vida
Se cree que las hembras viven hasta 40 años. Sin embargo, ningún estudio ha logrado comprobar esto, por lo que los años de vida pueden ser muy largos. Los machos raramente viven más de dos años después de haber madurado.

## Comportamiento
Esta especie no es agresiva y evita las confrontaciones con humanos y animales más grandes. Este temperamento dócil lo hace muy deseable para el comercio de mascotas. Sin embargo, si se siente provocada, utilizará sus patas traseras para arrancar algunos de sus pelos urticantes hacia la amenaza potencial. Si estos pelos alcanzan las membranas mucosas o la piel desnuda, pueden causar una inflamación leve y/o una erupción. Los seres humanos pueden tener una reacción alérgica en la piel que puede empeorar los síntomas. Las reacciones pueden durar varias horas o semanas. Además de arrancar sus pelos urticantes, esta especie se alzará sobre sus patas traseras y levantará sus patas delanteras en la típica "postura de amenaza" de la tarántula.

## Apareamiento
Aphonopelma anax sigue el patrón de apareamiento típico de las tarántulas. Una vez que un macho alcanza la madurez, comienza a tejer una telaraña en preparación de su viaje para aparearse. Luego frota su abdomen en la parte superior de la red para liberar el semen, que luego absorbe en las puntas de sus pedipalpos. El semen se mantiene viable hasta que el macho haya encontrado una pareja. Cuando detecta una hembra, las dos arañas intercambian diferentes señales (generalmente un tamborileo rítmico de las piernas) para asegurar que sean la misma especie. Si la hembra está dispuesta a aparearse, el macho se acercará a ella, levantará la parte superior de su cuerpo y luego utilizará sus pedipalpos para ingresar al órgano reproductor femenino, el opistosoma, que se encuentra en el abdomen. Después de completar el apareamiento, el macho se va rápidamente para evitar convertirse en una comida para la hembra. Las hembras no suelen mostrar agresión después del apareamiento, pero se sabe que eso puede suceder.